# Rokken Imre
Rokken Imre, Róka, (1903. – Legnano, 1925. február 28.) válogatott labdarúgó, csatár.

## Pályafutása
16 évesen már rendszeresen játszott az Óbudai TE első csapatában. 1923 novemberében átlépett az FTC-be, de az egyéves kivárási idő alatt nem léphetett pályára. Eközben Olaszországba utazott és az ottani klubokkal is tárgyalásba kezdett. 1924 nyarán az FTC-nek sikerült hazahívnia és a bajnoki felkészülést az Üllői úton kezdte meg. Ausztria és Németország ellen, mint a Ferencváros játékosa került a nemzeti tizenegybe. A Fradiban végül sohasem lépett pályára díjmérkőzésen. Olaszországba, az AC Legnano csapatába szerződött, ahol hamar népszerű lett elegáns, egyszerű játékával. 1925 februárjában diftériában megbetegedett és meghalt. 1925 március 16-án helyezték örök nyugalomra az Óbudai temetőben.

## Statisztika

### Mérkőzései a válogatottban
| Magyarország | Magyarország         | Magyarország              | Magyarország | Magyarország | Magyarország | Magyarország | Magyarország | Magyarország |
| #            | Dátum                | Helyszín                  | Hazai        | Eredmény     | Vendég       | Kiírás       | Gólok        | Esemény      |
| ------------ | -------------------- | ------------------------- | ------------ | ------------ | ------------ | ------------ | ------------ | ------------ |
| 1.           | 1924. szeptember 14. | Bécs, Hohe Warte          | Ausztria     | 2 – 1        | Magyarország | barátságos   | -            |              |
| 2.           | 1924. szeptember 21. | Budapest, Üllői úti pálya | Magyarország | 4 – 1        | Németország  | barátságos   | -            |              |
|              | Összesen             |                           |              | 2            | mérkőzés     |              | 0            | gól          |